# Leonore Ehn
Leonore Ehn (* 8. Oktober 1888 in Langenlois, Österreich; † 23. Juni 1978 in Berlin) war eine österreichische Schauspielerin.

## Leben
Leonore Ehn hatte sich schon früh der Schauspielerei verschrieben. 1910 kam sie nach Berlin an das Schiller-Theater, errang an der Seite namhafter Kollegen hier und an anderen Bühnen der Stadt bis zur Errichtung des NS-Regimes große Erfolge.
Hans von Zedlitz, ihr Mann, ebenfalls Schauspieler, wurde wegen seiner jüdischen Herkunft nach 1933 diffamiert und ausgegrenzt. Sie emigrierte 1935 mit ihm und ihren beiden Kindern erst nach Österreich, dann in die Sowjetunion. Nach dem Hitler-Stalin-Pakt wurde ihr Mann durch die Sowjetbehörden verhaftet.
Nacheinander gelang es beiden, zurück nach Deutschland zu kommen, wo Hans von Zedlitz wieder verhaftet wurde. Während ihr Mann kurz vor Kriegsausbruch noch das Land verlassen konnte (er starb 1948 in der Schweiz), blieb sie wegen ihres Sohnes, Gerd von Zedlitz (1923–1945), Kinderdarsteller beim Film, in Deutschland. Für Ehn war vorerst die künstlerische Arbeit – bis auf eine Tourneeteilnahme – beendet. Nach 1950 zog sich Ehn, nach einer Reihe gescheiterter Versuche, Engagements zu erhalten, vom Theaterleben zurück.

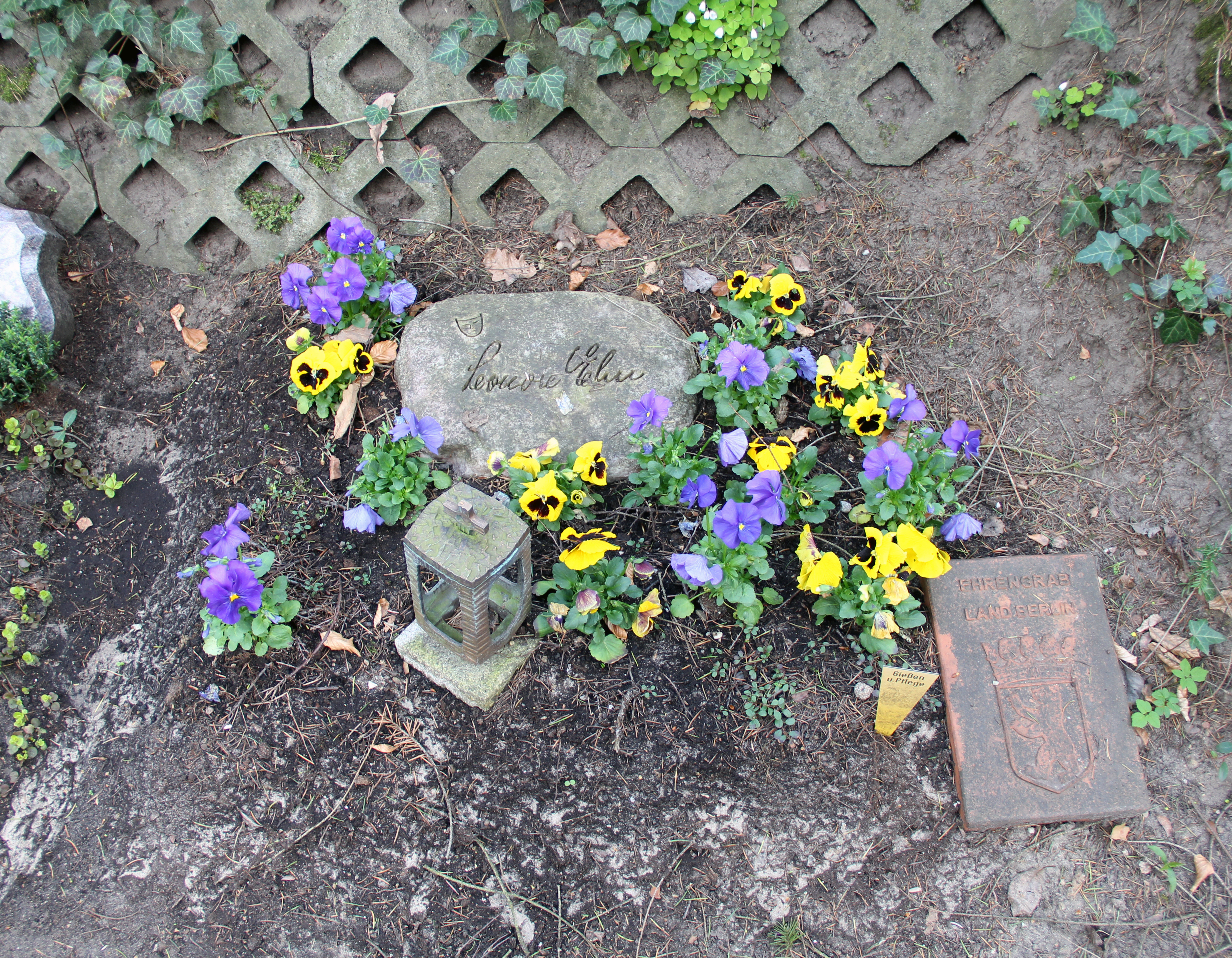
Ehrengrab von Leonore Ehn auf dem Friedhof Heerstraße in Berlin-Westend

Leonore Ehn starb im Juni 1978 im Alter von fast 90 Jahren in Berlin. Ihr Grab befindet sich auf dem landeseigenen Friedhof Heerstraße in Berlin-Westend. Auf Beschluss des Berliner Senats wurde die letzte Ruhestätte von Leonore Ehn (Grablage: 18-B-5) im Jahr 1997 als Ehrengrab des Landes Berlin gewidmet.